# Малый Иптияр
Малый Иптияр — река в России, протекает по Тюменской области. Устье реки находится в 21 км по левому берегу реки Иптияр. Длина реки составляет 61 км. Площадь водосборного бассейна — 567 км². Высота устья — 76 м над уровнем моря. Высота истока — 91 м над уровнем моря.

## Данные водного реестра
По данным государственного водного реестра России относится к Иртышскому бассейновому округу, водохозяйственный участок реки — Иртыш от впадения реки Тобол до города Ханты-Мансийск (выше), без реки Конда, речной подбассейн реки — бассейны притоков Иртыша от Тобола до Оби. Речной бассейн реки — Иртыш.